# گورستان بجد
قبرستان بجد مربوط به دوران‌های تاریخی پس از اسلام است و در شهرستان بیرجند، روستای بجد واقع شده و این اثر در تاریخ ۱۹ اسفند ۱۳۸۰ با شمارهٔ ثبت ۴۷۹۸ به‌عنوان یکی از آثار ملی ایران به ثبت رسیده است.